# Tesoro de Gazteluberri
El Tesoro de Gazteluberri es un conjunto de 52 monedas, de diferentes materiales oro, plata y hierro, enterrado a finales del siglo XVI o principios del XVII. Contiene piezas de Juana I, Felipe II y Carlos V dentro de un cencerro que llevan la ceca de Sevilla. En la actualidad se encuentra en el Museo Arqueológico Nacional, en Madrid con el número de inventario 233.

## Hallazgo
Su descubrimiento tuvo lugar en 1960 por Juan Berasategui y Urquía y Eugenio Martín Zazo en la Parzonería Menor de Guipúzcoa, provincia de Guipúzcoa.
El entorno y la ubicación del hallazgo parecen indicar que el tesoro fue enterrado en un momento de inestabilidad con la intención de mantenerlo seguro, debido a lo cual se vincula su pertenencia a algún ganadero o contrabandista.